# There's Good in Everyone
There's Good in Everyone è un cortometraggio muto del 1915 diretto da Maurice Elvey.

## Produzione
Il film fu prodotto dalla British & Colonial Kinematograph Company.

## Distribuzione
Distribuito dalla Davison Film Sales Agency (DFSA), uscì nelle sale cinematografiche britanniche nel gennaio 1915.